# لاسي نولز
لاسي نولز (بالإنجليزية: Lacey Knowles)‏ هي عالمة بيئة أمريكية، ولدت في القرن العشرين.

## وصلات خارجية
- الموقع الرسمي